# 水上飛機母艦

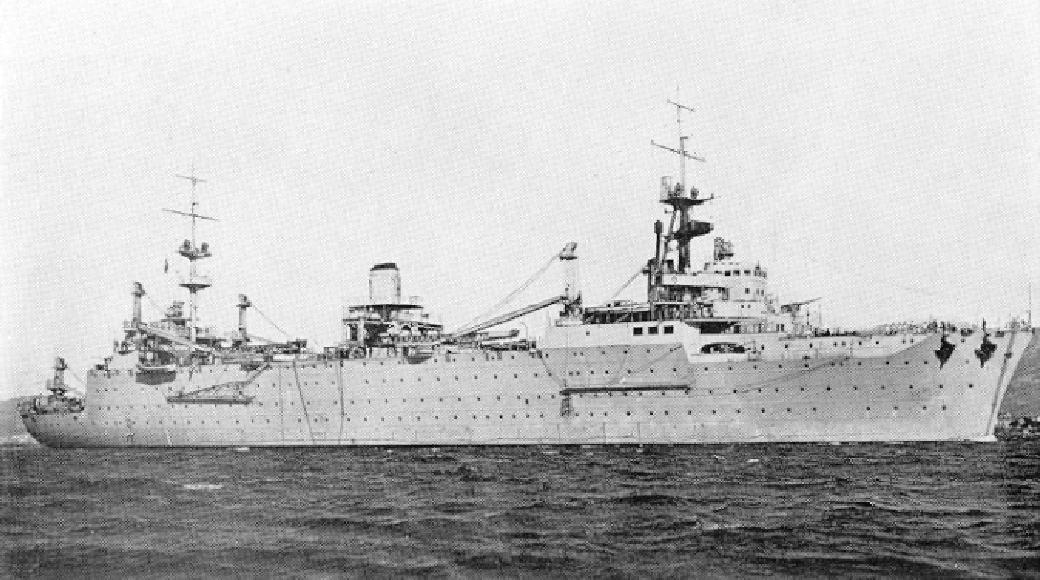
法國海軍的水上飛機母艦──塔斯特指挥官号

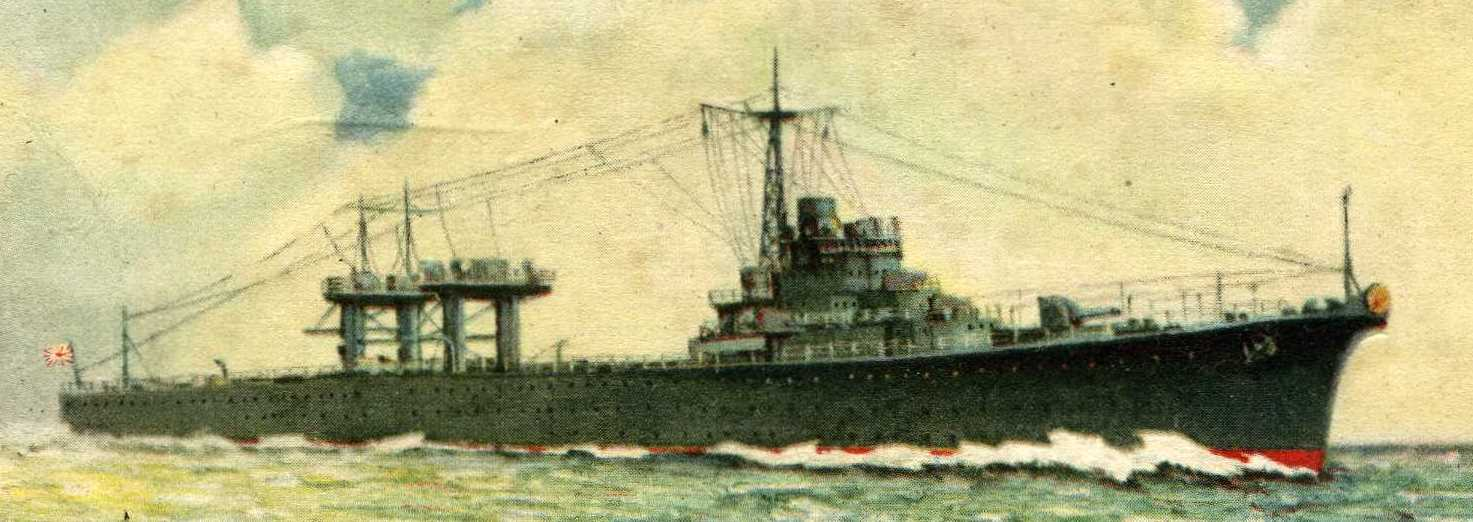
日本海軍水上機母艦──瑞穗號水上飛機母艦

水上飛機母艦是專門使用來運送水上飛機的軍艦。而能支援運送飛行艇的軍艦則稱為飛行艇母艦，雖然水上飛機母艦與它有不少明顯的分別，但亦為水上飛機母艦的一種。通常，它們擁有搭載、整備水上飛機的施設，有些裝有飛機彈射器。

## 簡介
水上飛機母艦的誕生及消逝與飛機的出現直接關聯，在20世紀初飛機逐漸從實驗品進步到實務用途後，相關的支援設備也隨之研發；在基礎設施不足的飛機草創期，可以利用海洋運作，並與既有船舶設備運作維護的水上飛機自然成為飛機工程師的研發重點。1910年，世界第一架水上飛機Fabre Hydravion在法國研製成功，法國軍方隔年便開始改裝適合水上飛機操作的軍艦，該軍艦在1913年服役；這個構想隨即被其它海軍強國效仿，並使用商船或巡洋艦改裝，在第一次世界大戰爆發時包括英國、日本等國家都出現了改造的水上飛機母艦。
在1910年代服役的水上飛機母艦主要是採用起重機把飛機吊掛到水面起降，船隻本身是作為飛機儲藏基地使用，要發射飛機仍然要找到一處海象相對平穩的場所作業；當時的飛機因酬載量低、火力弱，主要功能是偵察機，而第一次將水上飛機母艦用於轟炸打擊任務則是在1914年9月日本對德國在華殖民地山東半島發動青島戰役之際，4架由若宮號水上飛機母艦搭載的水上飛機轟炸德軍在青島的指揮設備。
在1920年代後，水上飛機母艦在各國戰列內僅為少數族群，因為正規航空母艦的誕生讓大部分水上飛機的任務都被取代；只有日本帝國海軍為了補充與美國和英國的戰力差距而製造多用途水上飛機母艦（除水上飛機操作機能，同時俱備甲標的母艦・高速給油艦功能，艦體建造時已經有考慮改裝為航空母艦的相關設計）。
在第二次世界大戰後水上飛機的能力與價值薄弱，再者直升機的技術進步等因素，令水上飛機母艦絕跡，在1954年美國海軍最後一艘巴奈加特級水上飛機支援艦退役後，目前已無本類型船舶服役。

## 各國艦艇列表

### 法國
- 閃電號（La Foudre）：於1911年-1913年進行改裝，成為世界上第一艘水上飛機母艦[1]。
- 塔斯特指挥官号（1932年）

### 日本
大日本帝國海軍統一稱呼旗下此類軍艦為「水上機母艦」

### 英國
- 皇家方舟號航空母艦（HMS Ark Royal）：皇家方舟號原本是欲作為商船起造，完工時卻變更成一艘航空母艦，並偶爾會作為水上飛機母艦用途。
- 班米克利號（HMS Ben-my-chree）：原本是艘載客蒸汽渡輪，在一次大戰時改裝為水上飛機母艦使用。
- 恩加丁號（HMS Engadine）：一艘由渡輪改裝而來的水上飛機母艦，在日德蘭海戰後又改回渡輪用途售回給原來的東家。
- 坎佩尼亞號航空母艦（HMS Campania）：一艘以郵輪改裝而來的英國航空母艦，有時會兼作為水上飛機母艦使用。
- 里維耶拉號水上飛機母艦（HMS Riviera）：一艘由運車渡輪改裝而來的水上飛機母艦，其姊妹艦為恩加丁號。在一次大戰之後曾回歸民用，但在二次大戰期間又被徵召作為武裝登陸艦用途。

### 美國
- 蘭格利號水上飛機母艦（USS Langley AV-3）：由運煤船改裝的蘭格利號原本是美國的第一艘航空母艦，但在1937年被變換成水上飛機母艦，艦體編號也由原本的CV-1改為AV-3。
- 密西西比號戰艦（USS Mississippi BB-23）：密西西比號是一艘舊式戰艦，在1914年自美國海軍除役移交給皇家希臘海軍之前，曾經短暫地作為水上飛機母艦用途一段時間，但並未實際更改過艦體代號
- 柯里塔克號（USS Currituck AV-7）與派恩島號（USS Pine Island AV-12）：二次大戰時期的水上飛機母艦，並參加過跳高計劃（Operation Highjump）──一個在1947年時進行的美國海軍南極發展計畫。

### 中華民國
- 镇海號 ：原屬奉系东北海军後併入國民革命軍海軍的2700噸級水上飛機母艦。該艦原為山東德國租界時代的德國海軍運輸艦，在一戰德國戰敗後留置遠東改裝成商船「祥利號」。1923年在沈鴻烈的籌畫下由軍方購入改裝為水上飛機母艦。1937年日軍進犯青島中方決定撤守，包含鎮海號在內的中國海軍第三艦隊在12月26日全體自沉於港口內，作為阻擋日艦入港的障礙。

- 華甲號 ：原為奧匈帝國的商船「中國」號，一戰爆發時被扣留在天津。直到1917年8月14日中華民國對德國和奧匈帝國宣戰後，於同年10月13日將其沒收，並改名「華甲」號，作為運輸艦編入渤海艦隊。1927年東北聯合艦隊副司令沈鴻烈將其改為水上飛機母艦。1928年張學良將其租給張本政的政記輪船公司，改名「中華」號作為商船。抗日戰爭爆發後被用於軍運。最後1945年1月21日在高雄大空襲被炸沉。

### 其它
- 信天翁號水上飛機母艦（HMAS Albatross）：澳大利亞，1928年
- 朱塞佩·密拉格利亞號（Giuseppe Miraglia）：意大利，於1927年由運油輪美西納城號（Citta de Messina）改裝而成
- 台達羅號（Dedalo）：西班牙，於1922年由德國運油輪Neuenfelds改裝而成

## 外部連結
- 史海回眸：80年前現代航艦問世 （页面存档备份，存于）